# Mark Leduc
Pour les articles homonymes, voir Leduc.
Mark Leduc est un boxeur canadien né le 4 mai 1962 et mort le 22 juillet 2009, à Toronto, dans le sauna St. Marks par hyperthermie.

## Carrière
Il remporte la médaille d'argent aux Jeux olympiques de Barcelone en 1992 dans la catégorie super-légers.
En 1993, de façon anonyme, il parle de son orientation sexuelle dans un documentaire de la radio CBC « The Last Closet », puis en 1994, il est un des tout premiers boxeurs à faire son coming out lors du documentaire « For the Love of the Game ». Il participe à la Pride Parade de Toronto en 1999.

## Parcours aux Jeux olympiques
Jeux olympiques d'été de 1992 à Barcelone (poids super-légers) :
- Bat Godfrey Wakaabu (Ouganda) 9-2
- Bat Dillon Carew (Guyana) 5-0
- Bat Laid Bouneb (Algérie) 8-1
- Bat Leonard Doroftei (Roumanie) 13-6
- Battu par Héctor Vinent (Cuba) 1-11